# Jogos dos Pequenos Estados da Europa de 1985
A primeira edição dos Jogos dos Pequenos Estados da Europa foi realizada em 1985 na República de San Marino.
| Ordem | País          | Medalha de ouro | Medalha de prata | Medalha de bronze | Total |
| ----- | ------------- | --------------- | ---------------- | ----------------- | ----- |
| 1     | Islândia      | 21              | 7                | 4                 | 32    |
| 2     | Chipre        | 15              | 8                | 9                 | 32    |
| 3     | Luxemburgo    | 11              | 23               | 18                | 52    |
| 4     | San Marino    | 2               | 11               | 11                | 24    |
| 5     | Andorra       | 0               | 0                | 4                 | 4     |
| 6     | Liechtenstein | 0               | 0                | 4                 | 4     |
| 7     | Monaco        | 0               | 0                | 2                 | 2     |
| 8     | Malta         | 0               | 0                | 1                 | 1     |